# کارن سارگسیان (بازیکن فوتبال)
کارن وُوایی سارگسیان (روسی: Карен Вовович Саргсян؛ زادهٔ ۲۷ آوریل ۱۹۸۳ در) یک بازیکن فوتبال در پست مهاجم ارمنی‌تبار اهل روسیه است. برادر کوچکتر وی موسس سارگسیان نیز بازیکن فوتبال است.

## باشگاهی
این بازیکن سابقه بازی در تیم باشگاهی دینامو استاوروپول، ماشوک-کی‌ام‌وی پیتیگورسک، چرنومورتس نووراسییسک، تورپدو آرماویر، وولگار آستراخان و سوکول ساراتوف را نیز در کارنامه دارد.

## افتخارات
- گلزن برتر منطقه جنوب Russian Second Division: ۲۲ گل (۲۰۰۷).